# Neelaps
Neelaps is een geslacht van slangen uit de familie koraalslangachtigen (Elapidae) en de onderfamilie Elapinae.

## Naam en indeling
De wetenschappelijke naam van de groep werd voor het eerst voorgesteld door André Marie Constant Duméril, Gabriel Bibron en Auguste Duméril in 1854.
Er zijn twee soorten, de slangen werden tot zeer recent aan andere geslachten toegekend, Neelaps bimaculatus behoorde lange tijd tot Simoselaps en Neelaps calonotus werd tot 2021 aan het geslacht Vermicella toegekend. Eerder werden de soorten ook tot de geslachten Furina, Narophis en Melwardia gerekend. In de literatuur is de naamgeving hierdoor niet altijd eenduidig.

## Verspreiding en habitat
De soorten komen endemisch voor in delen van Australië en leven hier in de deelstaten West-Australië en Zuid-Australië. De habitat bestaat uit graslanden, scrublands, bossen en kuststreken vlak aan de zee.

## Beschermingsstatus
Door de internationale natuurbeschermingsorganisatie IUCN is aan beide soorten een beschermingsstatus toegewezen. Een soort wordt beschouwd als 'veilig' (Least Concern of LC) en een soort als 'gevoelig' (Near Threatened of NT).

### Soorten
Het geslacht omvat de volgende soorten, met de auteur en het verspreidingsgebied.
| Naam                | Auteur                          | Verspreidingsgebied                        | Beschermingsstatus |
| ------------------- | ------------------------------- | ------------------------------------------ | ------------------ |
| Neelaps bimaculatus | Duméril, Bibron & Duméril, 1854 | Australië (West-Australië, Zuid-Australië) |                    |
| Neelaps calonotus   | Duméril, Bibron & Duméril, 1854 | Australië (West-Australië)                 |                    |